# Habenaria humilior
Habenaria humilior är en orkidéart som beskrevs av Heinrich Gustav Reichenbach. Habenaria humilior ingår i släktet Habenaria och familjen orkidéer. Inga underarter finns listade i Catalogue of Life.